# Клічківський замок
Клічківський замок (пол. Zamek w Kliczkowie, нім. Schloss Klitschdorf) — замок, розташований у селі Клічкув в гміні Осечниця Болеславецького повіту Нижньосілезького воєводства в Польщі.

## Історія

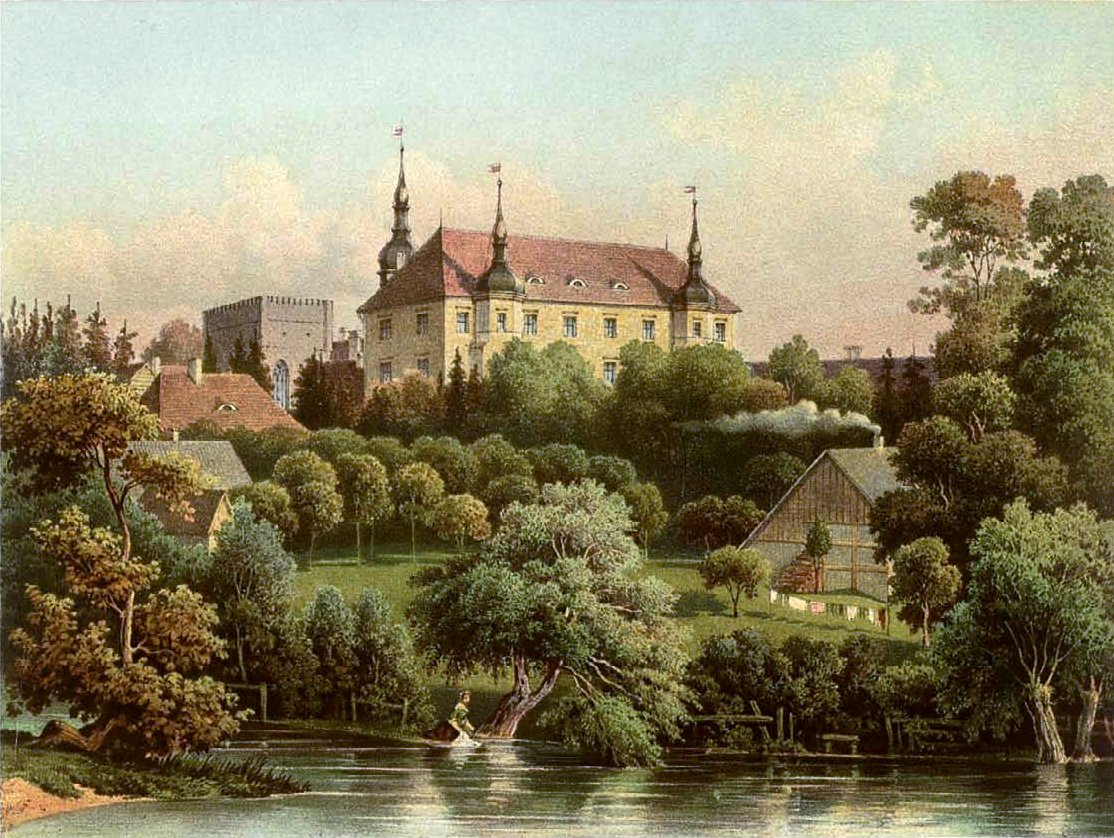
Замок в Клічкові в 1860 році. З колекції Александра Дункера

Замок найімовірніше було засновано свидницько-яворським князем Болеславом І Суворим як прикордонне укріплення на річці Квісі. Перша згадка про замок датується 1297 роком. У 1391 році він перейшов у власність родини Рехенберг із Саксонії, якій він належав два з половиною століття.
Головна будівля замку була побудована у 1585 році в стилі ренесансу. У 1611 році замок відвідав король Богемії Матвій Габсбург, який пізніше став імператором Священної Римської імперії.
Після декількох змін власників, в 1767 році замок перейшов у володіння графа Ганса Крістіана цу Золмс-Барута. Родина Золмс-Барутів володіла замком аж до середини ХХ століття.
На початку XIX століття було здійснено перебудову ренесансного замку, зокрема до нього було добудовано неоготичну вежу, новий кінний манеж та частково змінено інтер'єри.
У 1877 році замок перейшов у володіння Фрідріха Германа цу Золмс-Барута. У 1881 році берлінські архітектори Генріх Йозеф Кайзер та Карл фон Гросхайм розпочали чергову перебудову замку, яка тривала впродовж чотирьох років. При цьому вони змішували різні стилі: англійську готичну архітектуру з італійським ренесансом та французьким маньєризмом. У той же час відомим ландшафтним дизайнером Едуардом Петцольдом було спроєктовано понад 80-гектарний парк в англійському стилі.
На початку XX століття Клічкув став доволі популярним місцем відпочинку та розваг для німецької аристократії, так у полюванні, організованому власниками замку, брав участь сам імператор Вільгельм II.
У 1920 році замок успадкував Фрідріх цу Золмс-Барут, який був представником німецького руху опору нацистам в складі гуртка Крейзау. Його заарештували після невдалого замаху на життя Гітлера, а його майно було конфісковано.
Замок пережив Другу світову війну практично неушкодженим, але був розграбований радянськими військами. У 1949 році внаслідок пожежі вщент згоріли два крила замку: каретня та будинок челяді. Чергові власники замку — Болеславське лісництво та Польська народна армія не надто опікувалися замком, внаслідок чого він дедалі більше занепадав, зокрема було зруйновано дах, згодом мури, підлоги, буазери, розписи, портали, печі і комини.
У 1970-их роках невдалі спроби порятунку замку здійснила Вроцлавська політехніка. Після падіння комунізму замок придбала комерційна компанія з Вроцлава та перетворила його в розкішний відпочинковий та конференц-центр, який було відкрито у 1999 році.

## Фотогалерея

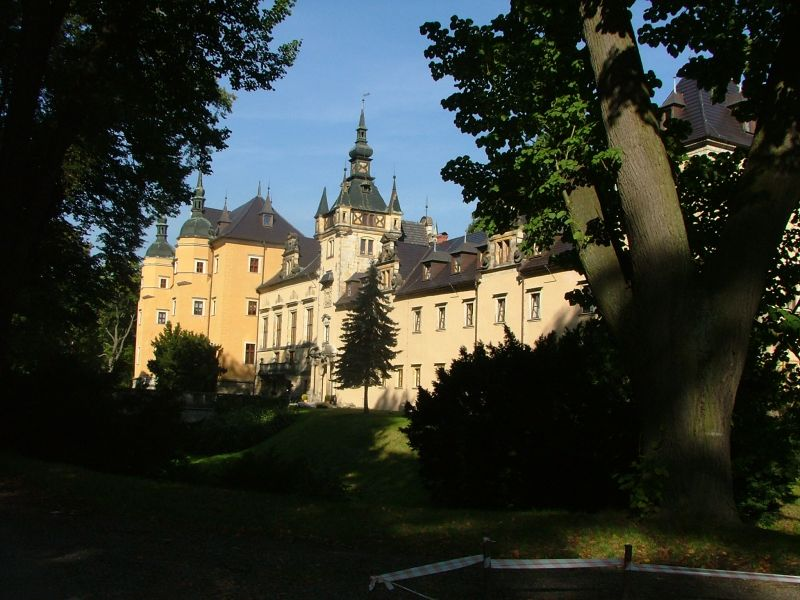
Вигляд замку
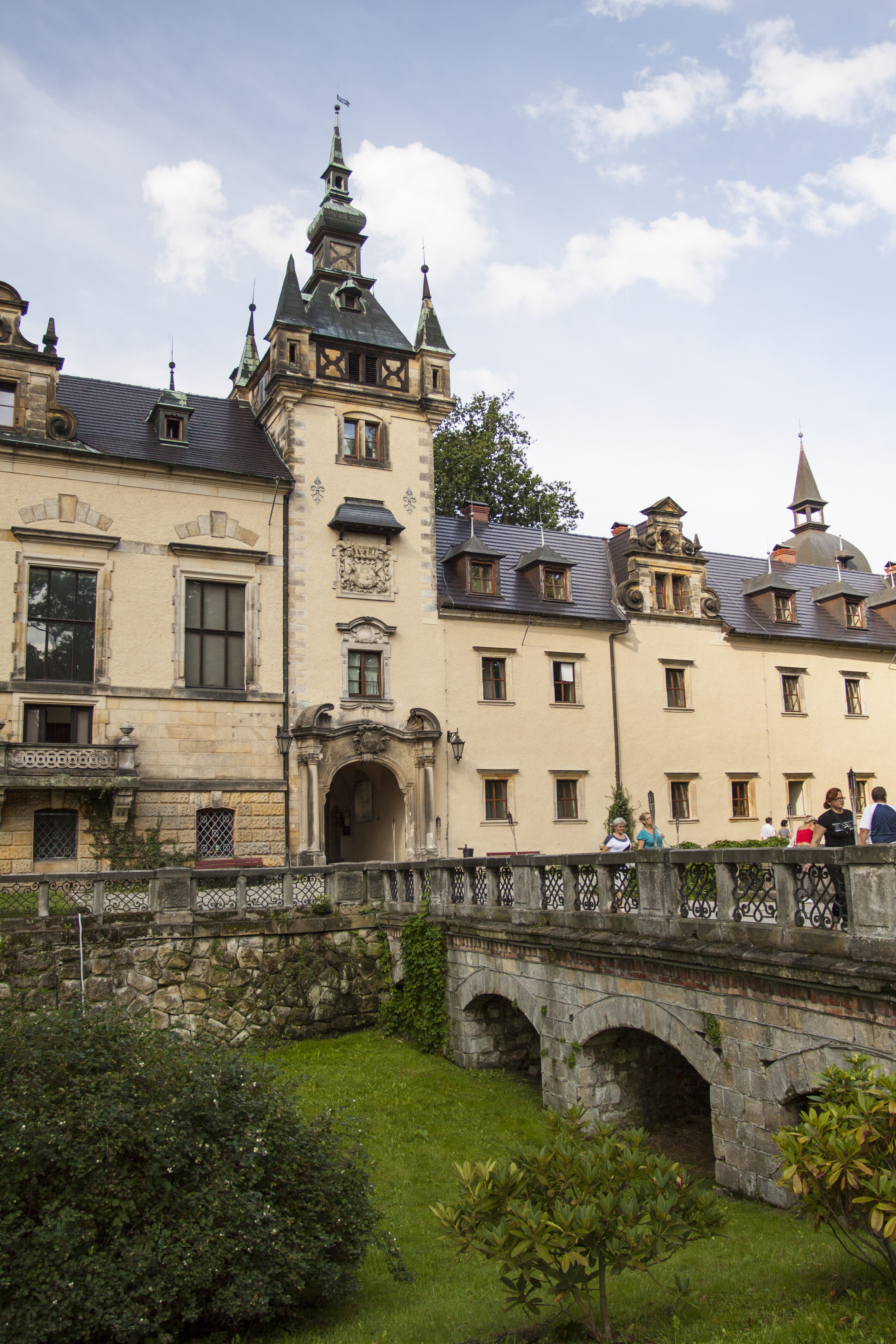
Вхід до замку
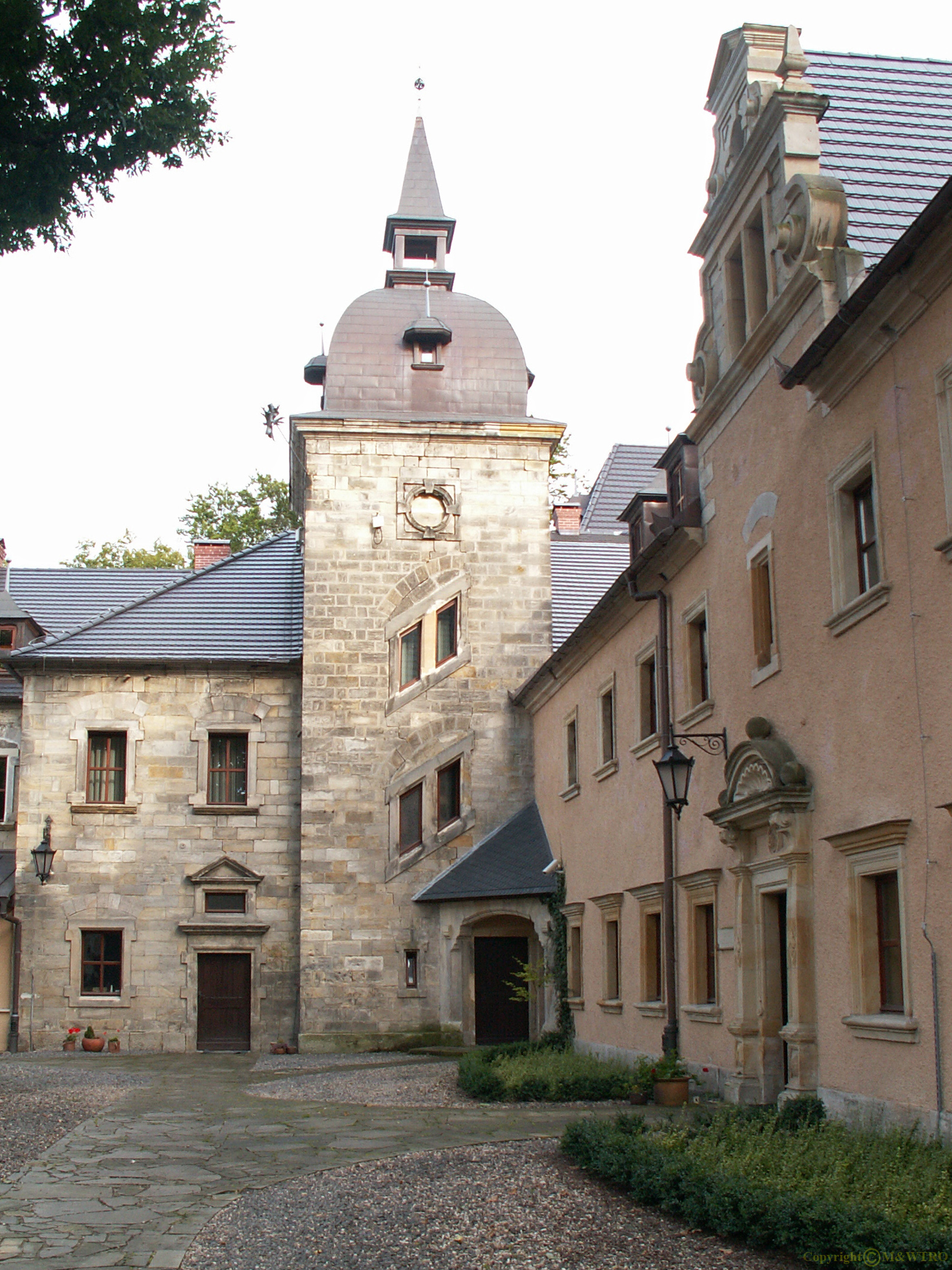
Замковий двір
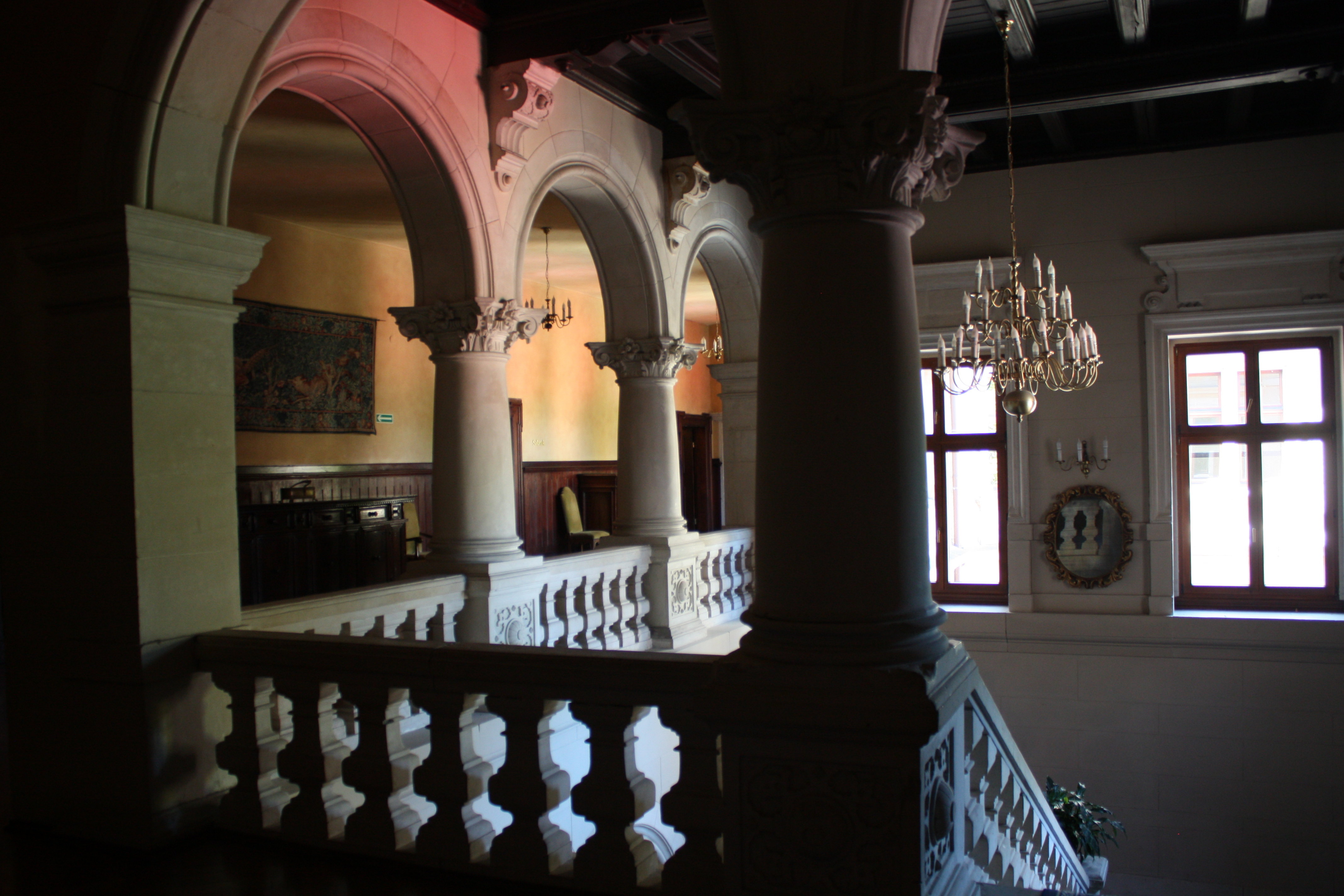
Вестибюль замку